# San Girolamo nel deserto (Jacopo Bellini)
San Girolamo nel deserto (noto anche come san Girolamo penitente) è un dipinto di Jacopo Bellini, realizzato con la tecnica della pittura a tempera su tavola, conservato nel Museo di Castelvecchio a Verona.